# Tempio di Vertumno
Il Tempio di Vertumno (Aedes Vertumni) era un antico tempio di Roma, situato sull'Aventino.
Fu fondato da Marco Fulvio Flacco dopo la conquista di Volsinii (Bolsena) nel 264 a.C. Secondo l'uso romano dell'evocatio, era necessario infatti riparare il dio protettore della città sconfitta, titolare anche di un santuario federale della Lega delle dodici città etrusche.
Nel tempio, secondo le fonti, furono collocate pitture raffiguranti il console Flacco quale trionfatore.
L'esatta collocazione dell'edificio è ancora ignota: forse si trovava presso le Terme Surane, costruite diversi secoli dopo.